# Jan Hoek (theoloog)
Jan Hoek (Katwijk aan Zee, 14 september 1950) is een Nederlandse theoloog.

## Levensloop
Hoek studeerde theologie aan de Rijksuniversiteit Leiden. Hij promoveerde in 1981 op de zeventiende-eeuwse theoloog Daniel Colonius. In 1975 ging hij aan de slag in de Hervormde Gemeente van Blauwkapel-Groenekan. Vier jaar later maakte hij de overstap naar Veenendaal, waar hij vijftien jaar voorging. Later werkte hij bij de HGJB. Vanaf 1994 gaf hij het vak dogmatiek aan de Christelijke Hogeschool Ede en Theologische Hogeschool van de Gereformeerde Bond Johannes Calvijn. 
Hoek schreef een groot aantal boeken en zat in de redactie van verschillende bladen. Zo schreef hij 23 jaar voor het Gereformeerd Weekblad. Van 2004 tot 2020 was hij niet-residerend bijzonder hoogleraar aan de Evangelische Theologische Faculteit in Leuven en van 2006 tot zijn pensioen in 2015 was hij bijzonder hoogleraar Gereformeerde Spiritualiteit aan de Protestantse Theologische Universiteit.

### Privé
De theoloog is getrouwd met de arts Alie Hoek-van Kooten die in christelijke kring bekendheid geniet als schrijfster van boeken over gezondheid, relaties, seksualiteit en opvoeding. Samen hebben zij drie kinderen.